# Escape from Monkey Island
Escape from Monkey Island kom ut år 2000 och är ett spel från LucasArts. Det är det fjärde spelet i äventyrsspelserien Monkey Island. De tre första spelen i serien använder sig av spelmotorn SCUMM, medan del fyra använder sig av GrimE.
Efter en lång smekmånad är Guybrush Threepwood och Elaine Marley tillbaka på Mêlée Island. Det visar sig där att Elaine har blivit dödförklarad, hennes hus håller på att rivas, hennes titel som guvernör har tagits ifrån henne och ett nyval för guvernör håller på där en man vid namn Charles L. Charles har ställt upp som kandidat.